# هيكل صدري
الهيكل الصدري (بالإنجليزية: thoracic skeleton)‏ هو أحد مكونات الهيكل المحوري.
إنه يتكون من عظم القص والأضلاع. أضلاع الصدر ترقم بترتيب تصاعدي من 1-12.الضلعان الحادي عشر والثاني عشر يعرفان بالضلعين السائبين لأنهما ليس لديهما نقطة اتصال أمامية بالقص على عكس الأضلاع من 1-7 والتي تتصل بالقص بواسطة غضاريفها الضلعية . الأضلاع من 8-10 تعرف بالأضلاع الكاذبة لأنها تتصل من الأمام ببعضها البعض وبالضلع السابع بوساطة غضاريفها الضلعية أي أنها لا تتصل بالقص مباشرة لأنها تتصل غضروفيا بالضلع السابع الذي يتصل بدوره بالقص لذلك سميت أضلاع كاذبة (بالإنجليزية: false ribs)‏ .بينما الأضلاع من 1-7 تدعى الأضلاع الحقيقية (بالإنجليزية: true ribs)‏ لأنه تتصل من الأمام بالقص مباشرة بوساطة غضاريفها الضلعية. الأضلاع أيضا تصنف حسب كونها نموذجية أم لا أي إن كانت تمتلك صفات مشتركة نموذجية تشترك فيها مجموعة من الأضلاع فالأضلاع التي تمتلك هذه الصفات تكون نموذجية والتي لا تمتلكها تكون غير نموذجية وهذه الصفات هي وجود : رأس الضلع (بالإنجليزية: head of rib)‏ ، وعنقه (بالإنجليزية: neck of rib)‏ ،والأحدوبة الضلعية (بالإنجليزية: tubercle)‏ ، وجسم الضلع (بالإنجليزية: shaft)‏ ، والزاوية الضلعية (بالإنجليزية: angle)‏.الأضلاع النموذجية التي تمتلك الصفات السابقة هي الأضلاع من 3-9. أما الأضلاع المتبقية فهي لا تمتلك واحدة أو أكثر من هذه الصفات وهي الأضلاع التالية: الضلع الأول والثاني والعاشر والحادي عشر والثاني عشر.